# Instituto Max Planck para la Biología del Desarrollo
El Instituto Max Planck para la Biología Tubinga (en alemán Max-Planck-Institut für Biologie Tübingen) está localizado en Tübingen, Alemania. Sus principales enfoques científicos son sobre los mecanismos moleculares de intercambio de información espacial dentro del embrión, comunicaciones entre células en los procesos de inducción, u en la formación y diferenciación de tejidos y órganos.
Anteriormente conocido como el Instituto Max Planck de Biología del Desarrollo, el instituto amplió sus áreas de investigación, que ahora abarcan desde la bioquímica y la biología celular hasta la investigación del genoma en un contexto evolutivo y ecológico, y pasó a llamarse Instituto Max Planck de Biología Tubinga en enero de 2022. 

## Departamentos
- Evolución de proteínas - Andrei Lupas
- Interacciones biológicas complejas - Yen-Ping Hsueh
- Ciencia del microbioma - Ruth Ley
- Biología de la Evolución - Ralf Sommer
- Desarrollo y evolución de las algas - Susana Coelho
- Biología Molecular - D. Weigel, Premio Gottfried Wilhelm Leibniz 2007
- (departamento anterior) Bioquímica - E. Izaurralde, Premio Gottfried Wilhelm Leibniz 2008
- (departamento anterior)Genética - C. Nüsslein-Volhard, Premio Nobel de Fisiología o Medicina en 1995, Premio Gottfried Wilhelm Leibniz 1986)